# Todd Lamb

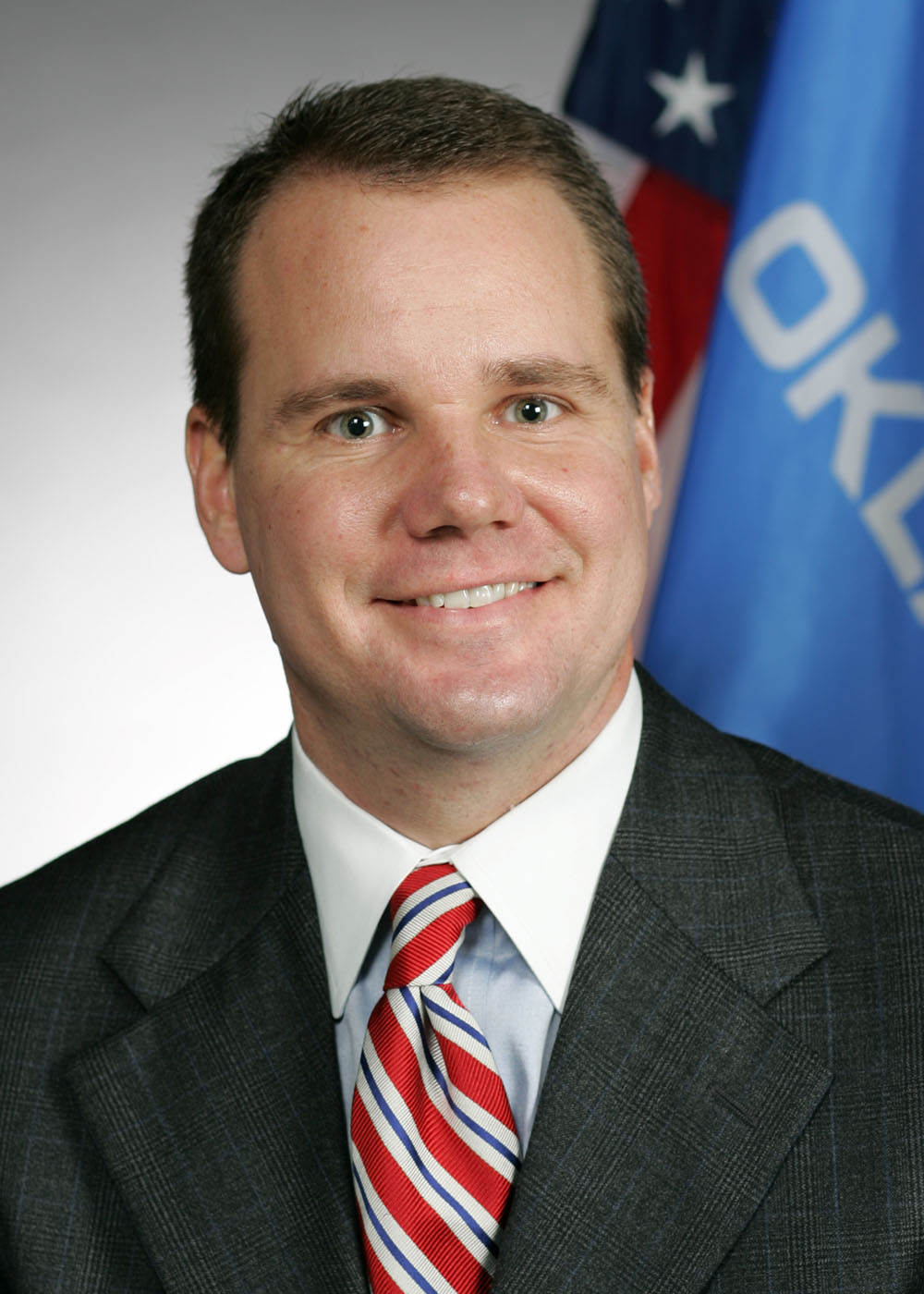
Todd Lamb

Todd Lamb (* 1971 in Enid, Oklahoma) ist ein US-amerikanischer Politiker. Von 2011 bis 2019 war er Vizegouverneur des Bundesstaates Oklahoma.

## Werdegang
Todd Lamb besuchte die Enid High School und studierte danach an der Oklahoma State University. Politisch schloss er sich der Republikanischen Partei an. Im Jahr 1993 gehörte er dem Wahlkampfteam von Frank Keating an. Nach dessen Wahl zum Gouverneur von Oklahoma wurde Lamb in seinen Stab berufen. 1998 nahm er eine Stelle beim United States Secret Service an, der vor allem als Schutzorgan des Präsidenten bekannt ist. In dieser Eigenschaft ermittelte Lamb in mehreren Fällen gegen Bedrohungen des Präsidenten. Im Jahr 2000 unterstützte er den Präsidentschaftswahlkampf von George W. Bush.  Dann wurde er Mitglied der Joint Terrorism Task Force, die die Terroranschläge am 11. September 2001 untersuchte.
Zwischen 2001 und 2011 saß Lamb im Senat von Oklahoma, wo er die republikanische Fraktion leitete. 2010 wurde er an der Seite von Mary Fallin zum Vizegouverneur seines Staates gewählt. Dieses Amt bekleidete er von 2011 bis 2019. Dabei war er Stellvertreter der Gouverneurin und Vorsitzender des Staatssenats. Im Jahr 2014 wurde er in seinem Amt bestätigt.